# Weng im Innkreis
Weng im Innkreis est une commune autrichienne du district de Braunau am Inn en Haute-Autriche.